# União dos Federalistas e Republicanos Independentes
União dos Federalistas e Republicanos Independentes (em francês:  Union des fédéralistes et des républicains indépendants, UFERI) é um partido político na República Democrática do Congo.
O partido possuía uma milícia juvenil, a Jeunesse da UFERI ou JUFERI, conhecida pelo uso da violência e por expulsar minorias étnicas da região do Catanga.